# The Special Goodness
The Special Goodness es una banda de rock formada en 1996, conocida por ser el proyecto alterno del baterista de Weezer, Patrick Wilson.

## Miembros
La alineación de la banda como todo proyecto alterno o paralelo ha cambiado bastante. Actualmente solamente consta de Pat Wilson en la guitarra y Atom Willard en la batería. Otros miembros han sido los bajistas Murphy Karges (Sugar Ray), Mikey Welsh (ex-Weezer), Scott Shriner (Weezer), Pat Finn, Jeb Lewis y el baterista Lee Loretta.

## Discografía
- Special Goodness (1998)
- At Some Point, Birds and Flowers Became Interesting (2001)
- Land Air Sea (2003)
- Natural (2012)